# 都靈鎮區 (密歇根州)
都靈鎮區（英語：Turin Township）是位於美國密歇根州馬凱特縣的一個行政鎮區。

## 地方資料
都靈鎮區的面積為217.56平方千米，當中陸地面積為216.78平方千米，而水域面積為0.78平方千米。根據2020年美國人口普查的數據，當地共有人口110人，而人口密度為每平方千米0.51人。